# Yanaca

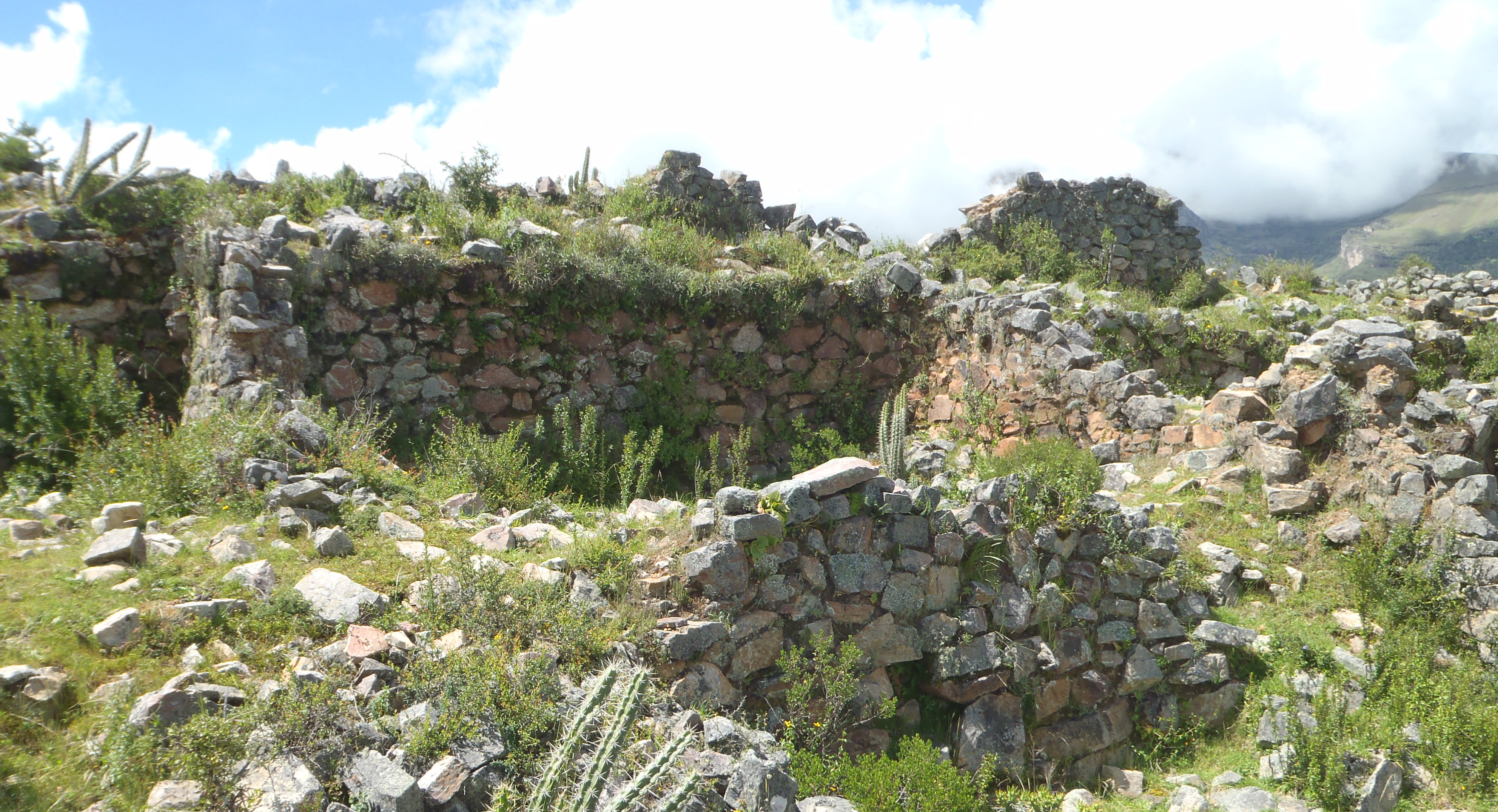
Pueblo de Tunay Kassa : ruines d'une maison

Yanaca est un groupe de ruines pré-incas situé au Pérou dans le département d'Apurímac, dans la province d'Aymaraes, district de Yanaca, autour du village de Yanaca. 

## Géographie

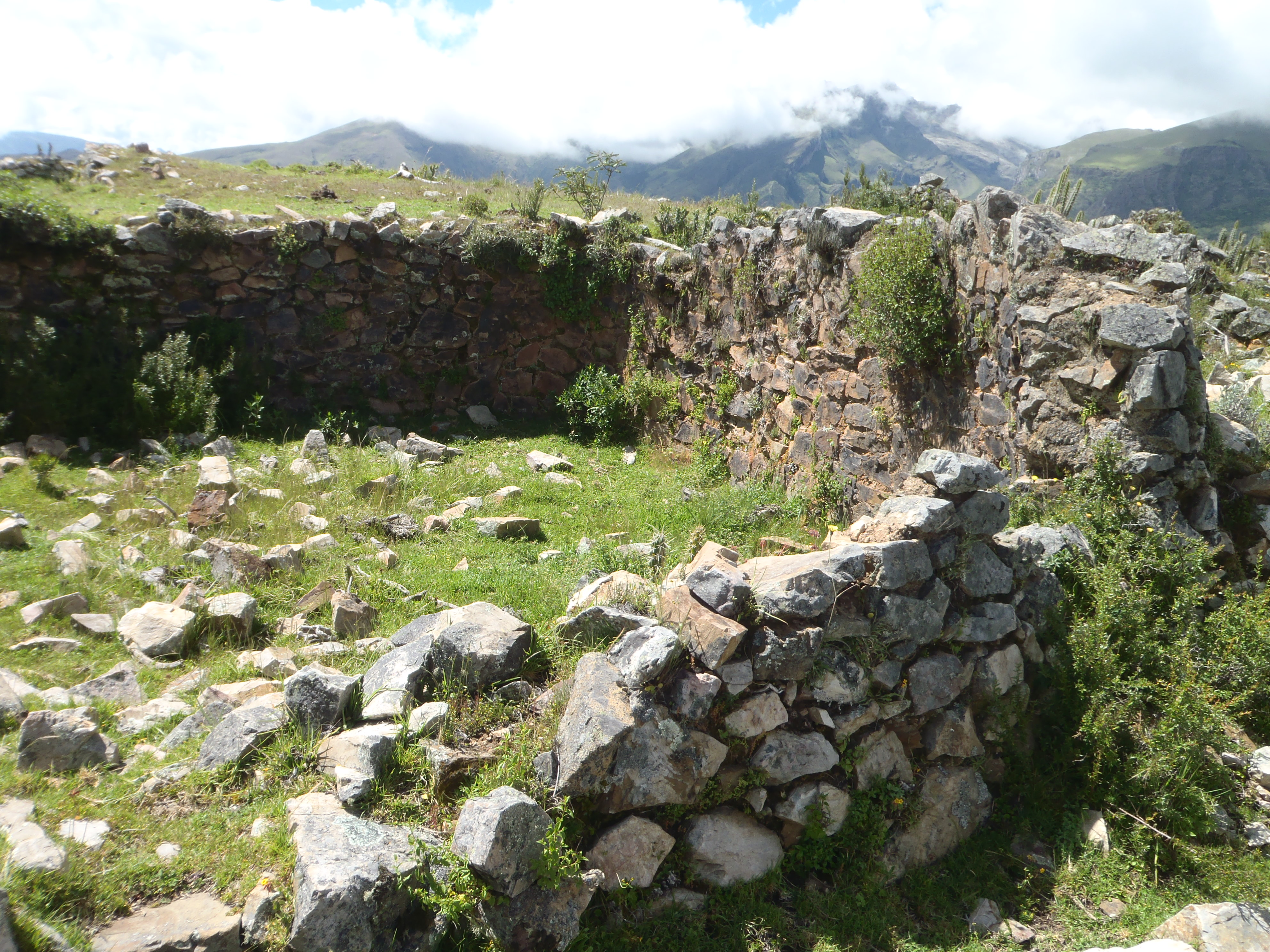
Village de Tunay Kassa : ruines d'une maison

Ce groupe de ruines est composé de plusieurs villes pré-incas situées autour du village actuel de Yanaca, dans la Cordillère des Andes, entre les régions Quechua et Suni (es). Au niveau des divisions administratives du Pérou, ces ruines sont situées dans le département d'Apurímac, dans la province d'Aymaraes, district de Yanaca.
Ces différentes ruines se nomment Tunay Kassa, Yawarcco, Chacha-Callas, Fiturumi, Corra-Corralpata, Ccalamocco, Tapuray, Wamani-Pata, Antaccarcca et Puccochoco. De plus, la région compte une grande quantité d'andins pré-incas, toujours utilisés aujourd'hui par les agriculteurs locaux. En termes de quantité, ces andins sont parmi les plus importants au Pérou.

## Histoire

### Époque pré-inca
Il est très difficile de savoir quand sont arrivés les premiers peuples dans cette région. Peu de recherches ont été effectuées dans la région.
D'autres sites archéologiques du même département indiquent que les premiers peuples sont arrivés probablement autour des années 2200 av. J.-C. dans la zone de Pacaicasa (à côté d'Ayacucho).
On sait aussi que plusieurs peuples se sont installés dans la région avant l'époque Inca : les Quechuas, les Pocras, les Aucarunas et les Aymaras. Selon Max Uhle, à Vilcashuaman, pays des Chancas, on y parlait la langue Aymara avant l'invasion Inca. Plusieurs auteurs mentionnent aussi la présence des Yanas dans la région.

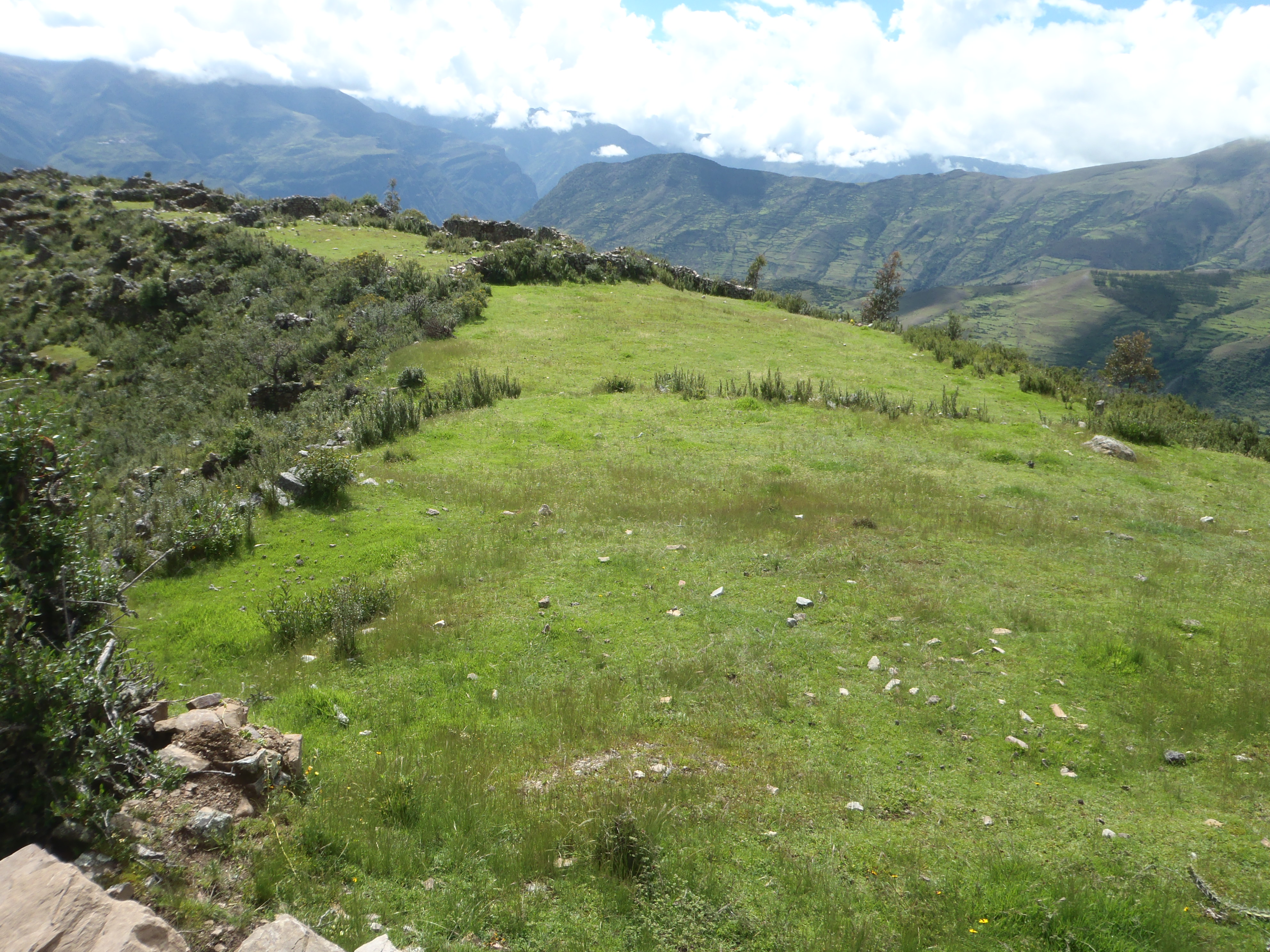
Village de Tunay Kassa : les places principales, situées au sommet du village.

### Conquêtes desIncas
Selon les écrits de Guaman Poma de Ayala, dans les années 1350-1400, ces tribus Yanas se sont soumises volontairement au colonisateurs incas dirigés l'Inca Mayta Capac puis plus tard, par son frère Auque Tito Capac Yupanqui et les Chocce Incas. L'auteur raconte qu'ils passèrent par le village de Yanaca par Yawarcco et le chemin Atun Paqcha, chemin toujours existant.
Pendant l'époque de domination inca, il semble selon certains auteurs que les Yanas étaient plutôt soumis au régime mis en place par les colonisateurs. Cependant, certaines divergence apparaissent, sur ces faits, selon les auteurs.
Certains auteurs dépeignent les Yanas comme un peuple au service des Incas. D'autres indiquent qu'ils aidaient les Incas, sans être soumis. Par contre, Cabello Balboa parle dans ses écrits de 6 000 rebelles Yanayaco qui ont été sur le point d'être exécutés par les Incas. Cette version des faits pourrait être probable selon Pedros José Rios Velasquez, car durant le règne de Pachacutec, on éloignait de la capitale inca Cuzco, les rebelles, afin qu'ils ne gênent pas trop les affaires incas.
Selon Murra (1983) et Garcilosa (1960), les Yanas pourraient avoir été assez élevés dans la hiérarchie sociale des Incas, étant chargés des tâches les plus nobles telles que la garde rapprochée de la cour. Ils auraient eu en charge la charpenterie de Cuzco, la cuisine, la gestion de l'eau, etc.
Zuidemas confirme aussi cette théorie. Ses recherches le mènent à penser que Yanaca avait un rôle important dans l'organisation sociale, politique et religieuse des Incas.
La division politique du territoire inca est assez bien connu aujourd'hui. On sait selon plusieurs sources que la province d'Aymaraes était alors divisée en quatre sous-provinces. Yanaca était alors une de ces sous-provinces,.

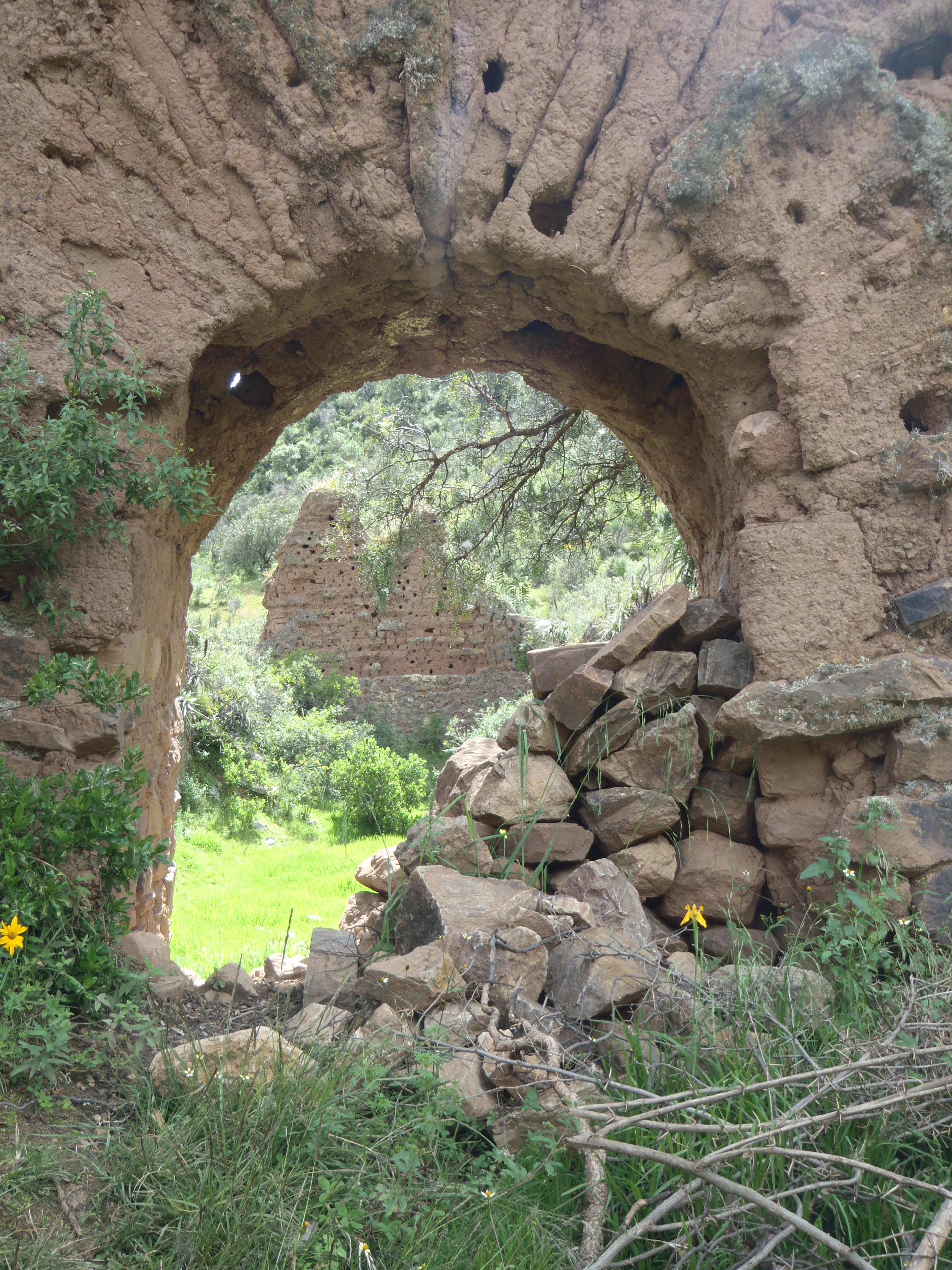
Église de Parancay : Ruines de la première église construite par les Espagnols au XVIe siècle. Située à l'époque du ville de Chacha-Callas, cette église est faite de pierre et d'adobe. La partie en adobe est pratiquement complètement détruite.

### Colonisation espagnole
En 1540, après la victoire des Espagnols sur les Incas, Francisco Pizarro ordonne la répartition des Indiens de toute la région du Tahuantinsuyo. Yanaca a été colonisée par les Espagnols quelques années plus tard. À cette époque, la région de Aymarea devait produire au colonisateur une rente annuelle de plusieurs milliers de pièces d'or. Puis peu à peu s'est mis en place une forme d'impôt jusqu'à l'installation de la mita.
Dans le district de Yanaca, les Espagnols se sont d'abord installés dans Parancay, petit hameau voisin de Yanaca. Aujourd'hui, on peut encore voir les vestiges de la première église construite par les Espagnols dans la région. Cette église était alors situées assez proche du village de Chacha-Callas, village dont on peut toujours voir les ruines aujourd'hui.
Les informations dont on dispose de cette époque nous indiquent qu'il y avait alors une grande densité de population dans la vallée de Yanaca. On parle de 30 000 personnes lors d'un recensement effectué en 15721.
On suppose que le village de Yanaca existant aujourd'hui, a été créé fin XVIe, début XVIIe siècle, alors qu'il était avant disséminé en plusieurs villages dans toute la vallée. En 1720, Don Juan de Beytia, un agent envoyé par me roi d'Espagne Felipe V, est arrivé à Yanaca afin de séparer les villages en communautés indépendantes. 

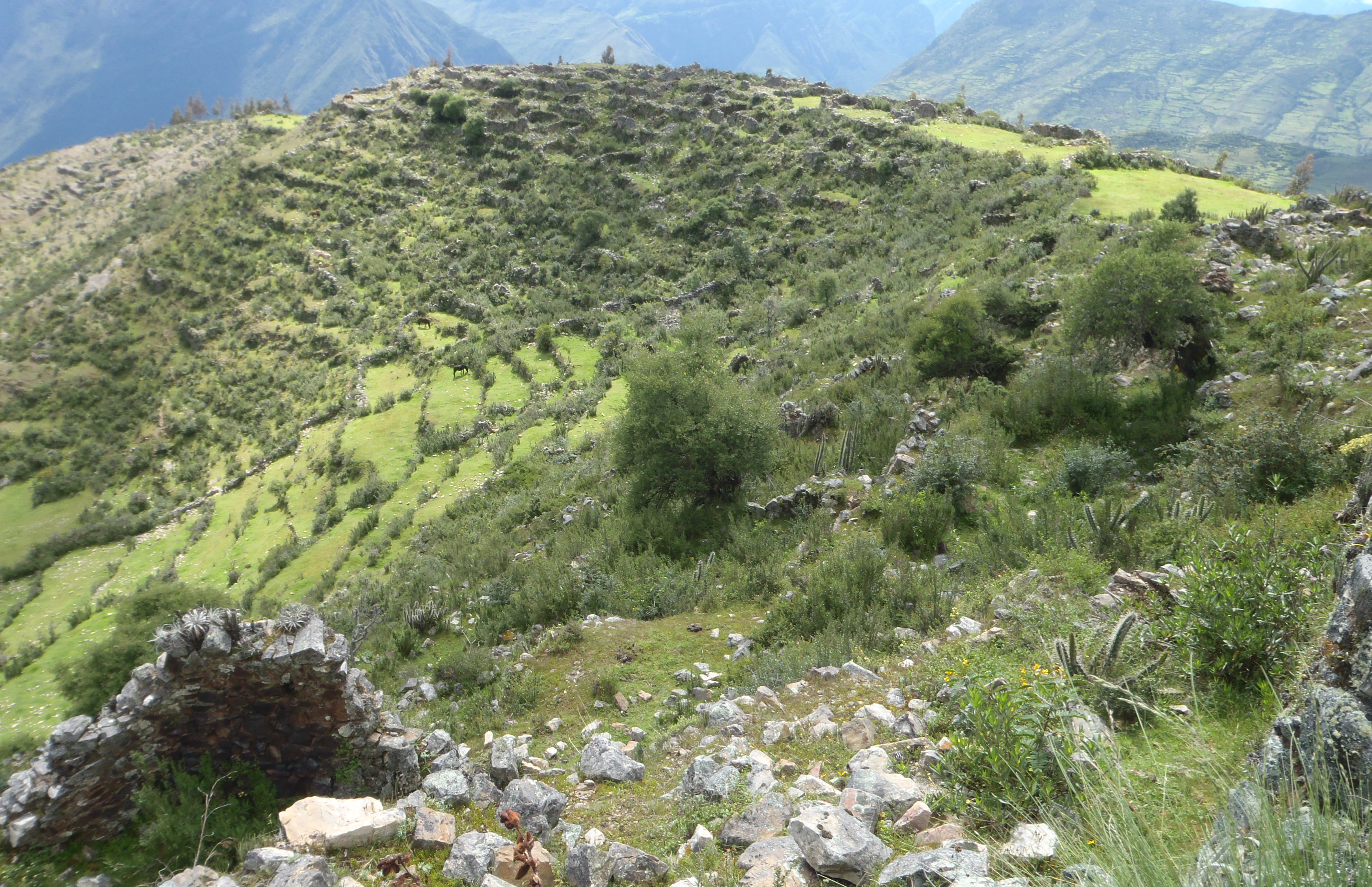
Village de Tunay Kassa : les murs d'une maison. On remarque aussi derrière, les andins utilisés pour l'agriculture.

## Tunay Kassa
Situées au sommet du mont Tunay Kassa, à 3500 m d'altitude, à 4 km au sud-est du village de Yanaca, les ruines de Tunay Kassa sont les plus connues. Ces ruines montrent l’existence d'une ville ancienne assez importante.

## Las andins pré-incas
Bien qu'il existe divers mythes sur la création de ces andins, ils ont été construits par les peuples vivant dans la région avant la colonisation des Incas. Ces andins servaient aux cultures, en particulier le maïs. Les paysans continuent d'utiliser aujourd’hui ces andins.

## Autres aspects de la culture ancestrale

### Les Apus
Selon la religion antique andine, les Apus sont des divinités représentées pas les montagnes. À Yanaca, les Apus s'appelle Tunay Kassa, Cóndor Carca, Sulimana, Sarasara, etc. Sulimana y Sarasara étant les deux Apus principaux, ils sont les créateurs de tous les autres Apus de la vallée. Ces divinités contrôlent le comportement de la nature comme la pluie, la grêle, les gelées, la fertilité, les maladies, les accidents, etc. Des rites religieux sont effectués pour les Apus à divers moments de l'année comme pour les récoltes ou les semences. Ces rites, comme la tinka ou le despacho servent à influer sur ces divinités. On invoque aussi les divinités de la Pachamama et Pachatierra.

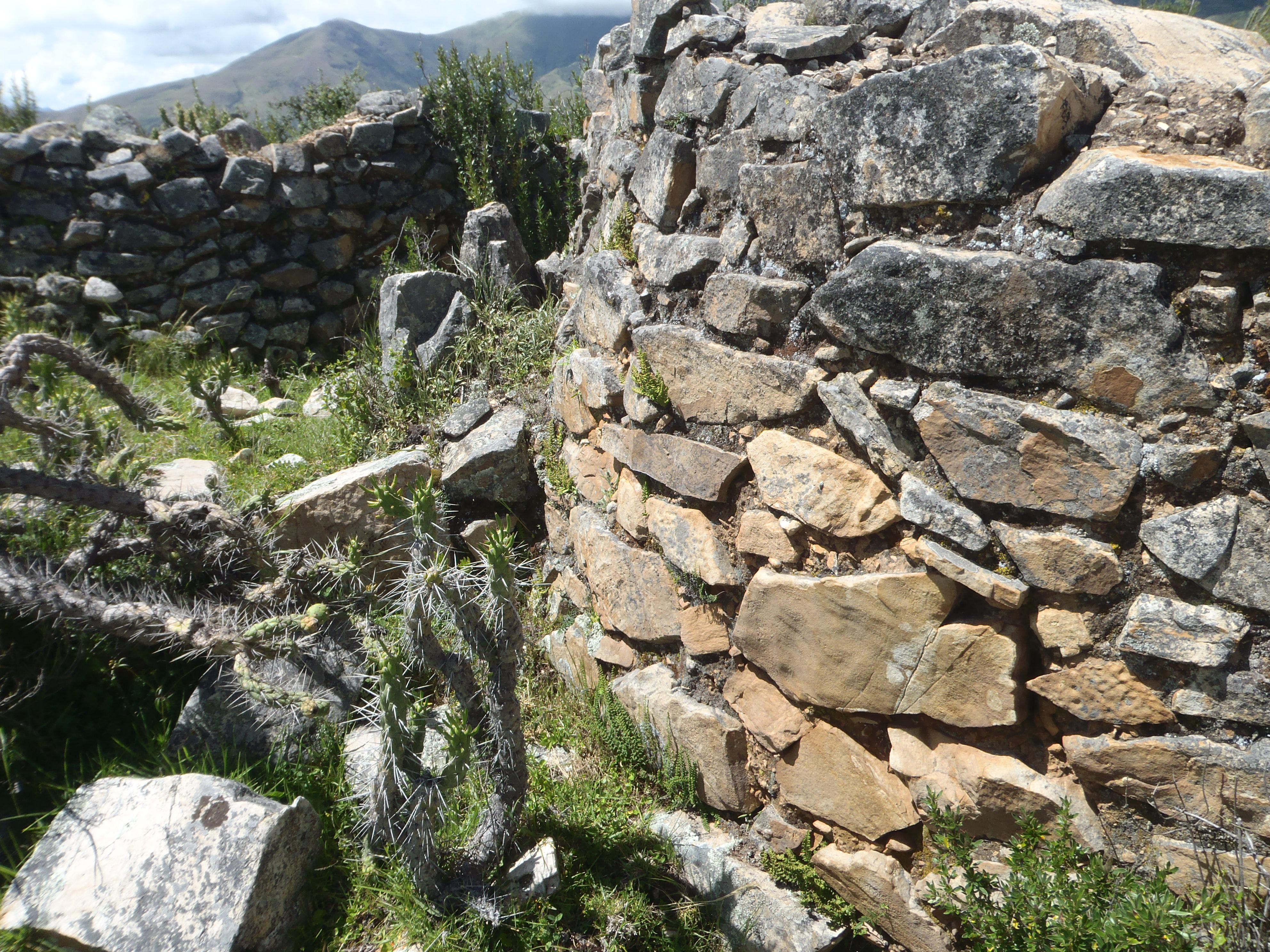
village de Tunay Kassa : ruines de deux maisons. Celle de droite a la particularité d'être ovale, contrairement aux autres qui sont rectangulaires.

### Condorccarcca
Condorccarcca est une des montagnes située au Nord-Ouest de Yanaca. Cette montagne aurait servi à l'époque comme lieu de cérémonie aux peuples de la vallée. Elle aurait aussi servi comme observatoire astronomique, les ombres de la montagne projetées dans la vallée pouvaient indiquer les cycles agricoles, les solstices, les équinoxes, etc..

### Le chemin Atun Paqcha, et Ccucco Llacta
Le chemin Atun Paqcha a été construit par les peuples pré-incas. Certaines parties de ce chemin ont été directement creusées dans la roche, d'une manière assez impressionnante. On peut voir encore des gravures appelées Ccucco Llacta, qui seraient en fait des empreintes de pieds de l'ère Inca.
Ce chemin était beaucoup utilisé jusque dans les années 1990 car il était l'unique chemin reliant Yanaca à Chalhuanca, la ville la plus proche. Aujourd'hui, il existe un autre chemin, ce qui fait que le chemin inca est maintenant abandonné.

## Travail anthropologique et historien à Yanaca

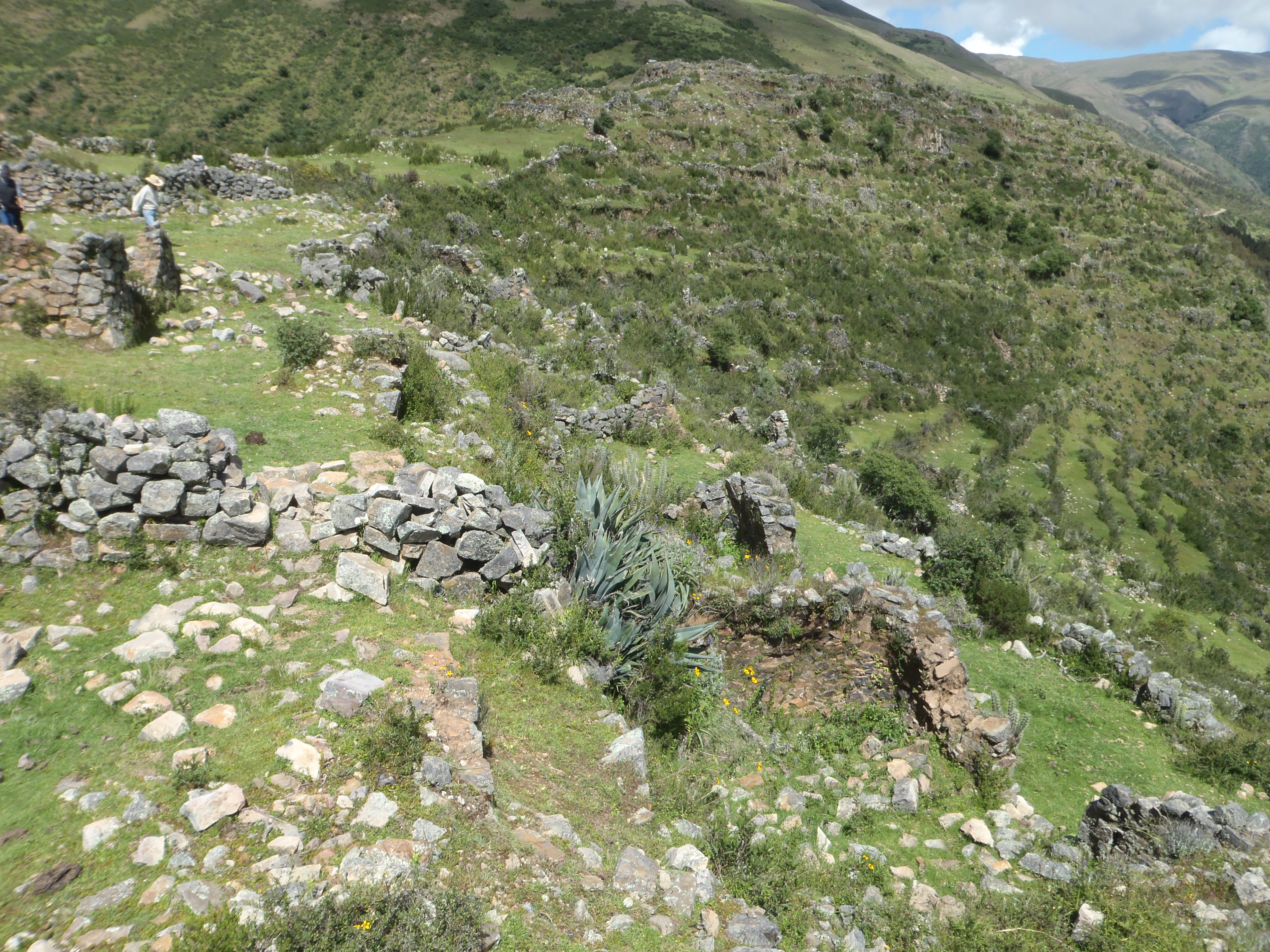
Village de Tunay Kassa : Vue du village depuis laquelle nous pouvons voir les andins à droite.

Très peu d'études ont été faites dans cette région du Pérou. Le docteur Juan Ossio Acuña (ministre de la culture du Pérou depuis septembre 2010) a réalisé une étude du village de Yanaca, de son histoire et de ses traditions.
Le docteur Reinel Tom Zuidema a effectué une étude sur les Incas et mentionne Yanaca, expliquant que le groupe Rimacvilla  appartenait à Yanaca On peut ajouter aussi que le docteur Franklin Pease García Yrigoyen (es) a parlé dans ses écrits des problèmes qui ont existé à Yanaca au moment de la conquête espagnole entre Felipe Guaman Poma de Ayala et le pasteur évangéliste Frère Martín de Murúa (en).
En 2007, les ruines de Yanaca ont été déclarées Zone archéologique par le ministère de la culture péruvien. D'autres demandes sont en cours afin d'obtenir des investissements de la part de l'État péruvien afin de préserver ce patrimoine culturel.
Selon Pedros José Rios Velasquez, l'auteur de Yanaca en la historia, les ruines de Yanaca ont un potentiel archéologique encore trop peu étudié. Excepté le village de Tunay Kassa, aucune des autres ruines n'a encore été étudiée.
Il y a donc un certain nombre de sites renfermant un intérêt historique encore ignoré.
Certains habitants de la vallée parlent de plusieurs grottes, dont l'une contient de nombreux squelettes humains. 
Les gens de la vallée considèrent ces lieux comme maléfiques et ne s'en approchent jamais. Les superstitions des habitants de la vallée sont des freins aux recherches archéologiques.

## Tourisme
Les ruines pré-incas de Yanaca sont toujours à l'abandon à l'heure actuelle. Certaines sont pleines d'arbres, de cactus, de terre, etc. Certaines servent comme pâturages pour les animaux.
Une association de Yanaquenien s'est créée en 2007 afin de préserver ce site, et si possible rénover ces ruines afin d'y créer un lieu touristique à l'avenir. Cette association se nomme Centro de investigación y desarrollo cultural TUNAYA – CIDEC.

## Bibliographie

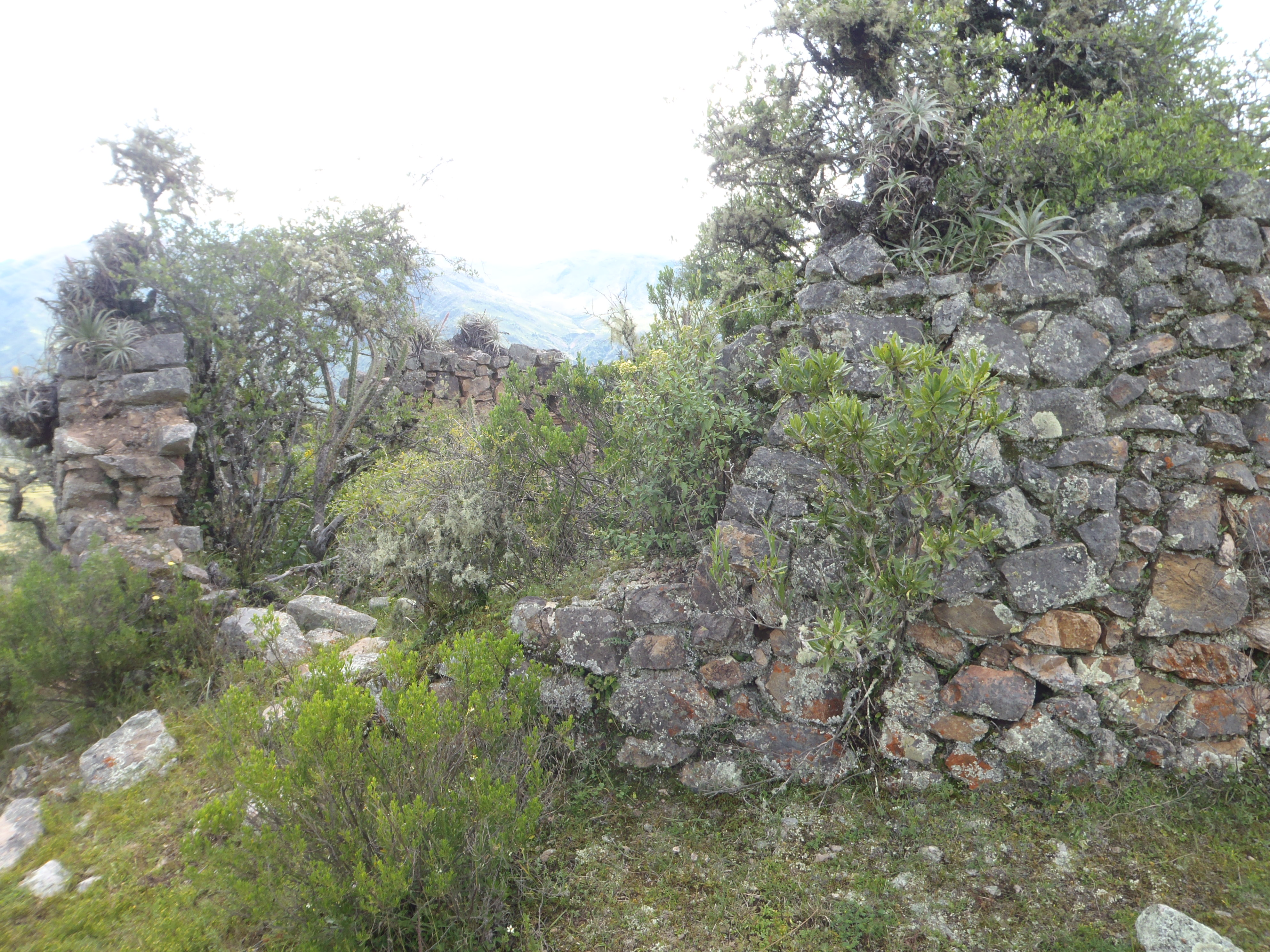
Village de Chacha-Callas : une maison. Notez la quantité d'arbres poussant au milieu des ruines,montrant que rien à ce jour n'a été entrepris pour préserver le site.

## Pages connexes
- Tunay Kassa

- Incas - Huaris - Chancas - Cuzco - Machu Pichu
- Quechuas - Aymaras
- Pérou - Apurimac

## Internet
- Yanaca.org : Site internet de l'association Centro de investigación y desarrollo cultural TUNAYA – CIDEC